# Phlegra dimentmani
Phlegra dimentmani là một loài nhện trong họ Salticidae.
Loài này thuộc chi Phlegra. Phlegra dimentmani được Jerzy Prószyński miêu tả năm 1998.